# Тюменский театр кукол
Тюменский театр кукол — кукольный театр в городе Тюмени.

## История театра
История театра началась в декабре 1945 г. Идея создания театра принадлежала актрисе областного драматического театра Е. С. Стивиной. Театр с 1946 г. назывался Тюменским областным театром кукол и давал выступления по всей Тюменской области и в соседних регионах.
Благодаря активной деятельности директора Р. В. Яичникова в 1960-е гг. театр начал участвовать в международных фестивалях кукольных коллективов в Польше, Румынии, Болгарии.
В 1972 г. театр получил своё здание — современный комплекс на 400 мест. Сцена позволила показывать кукольные спектакли и для взрослых. Тогда же вместе с куклами в спектаклях начали использоваться большие маски.
С 1977 г. театр является участником фестивалей театров кукол Урала, он также являлся организатором трёх таких фестивалей. Театр является участником и обладателем наград различных театральных фестивалей.
Директором кукольного театра в 1998 г. стал Василий Пустыльников. Здание театра в 2000—2002 гг. было реконструировано. В 2008 г. Тюменский кукольный театр выступал на V Международном фестивале театров кукол им. Сергея Образцова со спектаклем «Король-Олень».

## Театр сегодня
Театр участвует в различных фестивалях. В богатый репертуар входят такие спектакли, как:
- Н. Гернет «Царевна-лягушка»
- Н. Гоголь «Женитьба»
- Ю. Федоров по С. Аксакову «Аленький цветочек»
- К. Гоцци «Король-олень»
- С. Маршак «Кошкин дом»
- С. Маршак «Теремок»
- С. Михалков «Три поросёнка»
- Г. Остер «Котёнок по имени Гав»
- С. Перепёлкин «Озорной Гусёнок»
- В. Гауф, С. Грязнов «Калиф-аист»
- А. Волков «Волшебник Изумрудного города»
- Н. Носов «Приключения Незнайки и его друзей»
- Н. Явныч «Легенда о Драконе»
- В. Гауф «Карлик Нос»
- Х. К. Андерсен «Снежная королева»
- Б. Шергин, С. Грязнов «Волшебное кольцо»
- Х. К. Андерсен «Огниво»
- Г. Лебедева «Как Маша поссорилась с подушкой»
- А. Барто, Н. Явныч «Игрушки» и многие другие.

Актёры театра являются обладателями многих престижных отечественных и зарубежных театральный премий.

## Награды и достижения театра
- «Карлик Нос» — диплом Министерства культуры СССР за участие в фестивале драматического искусства ГДР, 1981 г.
- «…забыть Герострата» — премия Тюменского комсомола в области литературы и искусства, 1981 г.
- «По щучьему велению» — кубок и диплом «За лучший спектакль» (Общепольский фестиваль русских и советских пьес, Лодзь, 1985 г.)
- «Кот в сапогах» — «Специальная премия критики за развитие традиций русского театрального авангарда 20-х годов» (I Межрегиональный фестиваль «Югорская театральная весна», 1997 г.)
- «Король-Олень» — лучший спектакль фестиваля «Золотой Конёк-2004»
- «Поющий поросёнок» — лучший спектакль фестиваля «Золотой Конёк-2008»
- «Двенадцать месяцев» — лучший спектакль, лучшая женская роль фестиваля «Золотой Конёк-2010»
- «Жил-был Геракл» — лучшая режиссура, лучшая кукла, лучший спектакль по решению детского жюри фестиваля «Сибирские кукольные игры», 2012 г.
- «Бобик в гостях у Барбоски» — лучший спектакль фестиваля «Вятка — город детства», 2014 г.
- «Волшебное кольцо» — лучшее художественное оформление фестиваля «Вятка — город детства», 2016 г.